# Аллен Вест
А́ллен Бернард Вест (англ. Allen Bernard West; нар. 7 лютого 1961, Атланта, Джорджія) — американський політичний діяч, колишній військовий. Був членом Палати представників США від штату Флорида з 2011 по 2013 роки.